# Mindanao du Nord
La région de Mindanao du Nord est une région des Philippines, également appelée « région X ».
La région est constituée de 70 % de chrétiens, 25 % de musulmans, et 5 % d'autres confessions (dont bouddhistes et animistes).